# Das Dorf am Fluß
Das Dorf am Fluß ist ein niederländischer Spielfilm aus dem Jahre 1958 von Fons Rademakers über einen Landarzt am Rande der Gesellschaft. Die Geschichte basiert auf dem Roman Dorp aan de rivier von Antoon Coolen.

## Handlung
Die niederländische Provinz Brabant zu Beginn des 20. Jahrhunderts. Dr. Tjerk von Taeke, der Arzt des titelgebenden Dorfs am Fluss, hat seine ganz eigene Ansicht darüber, wie Medizin zu wirken habe und wann und wie er sie einsetzt. Seine Methode hat, sehr zum Ärger seiner Widersacher, lange Zeit großen Erfolg. Durch seinen Eigensinn und seine unkonventionelle Art – der Dorfarzt freundet sich sogar mit einem notorischen Wilderer an, der ihm so manche Geschichte über die Dörfler am Fluss zu erzählen weiß – gerät von Taeke rasch in Widerspruch zu den Dorfoberen in Politik und Gesellschaft, allen voran mit dem Bürgermeister, der ihn schon lange loswerden will.
Eines Tages hat er Gelegenheit dazu, denn ein Patient von Taekes, der örtliche Müllergehilfe, nimmt sich nach der Konsultation durch Dr. van Taeke das Leben. Sofort rottet sich, angeleitet vom Ortsoberhaupt, der Pöbel zusammen, um den Mediziner zu ächten und aus der Dorfgemeinde auszuschließen. Vier ordentlich angetrunkene Männer bilden angesichts des Selbstmordes sogar eine skurrile „Mahnwache“, die bald zur Farce gerät. Eines Tages stirbt Frau van Taeke überraschend, und nun scheint es nichts mehr zu geben, was den Landarzt an diesem Ort noch hält.

## Produktionsnotizen
Das Dorf am Fluß war Rademakers’ Langfilmregie-Debüt und entstand in Noord-Brabant. Das Dorf Lith wurde zum Vorbild der Filmgemeinde genommen. Die Uraufführung erfolgte am 19. August 1958 in den Niederlanden, die deutsche Premiere war am 16. September 1960.

## Auszeichnungsnominierungen
Der Film wurde für einen Oscar in der Kategorie Bester nicht-englischsprachiger Film sowie auf der Berlinale 1959 für einen Silbernen Bären nominiert.

## Kritiken
Die Zeit befand: „Dunkler Humor an der Maas. Deftige, poetische Geschichte aus dem Leben eines Landarztes“.
Im Lexikon des internationalen Films heißt es: „Der erste Spielfilm des Regisseurs und Schauspielers Fons Rademakers entwirft mit derbem, bisweilen etwas makabrem Humor am Beispiel eines Dorfes ein pralles Bild der Menschen aus der Provinz Brabant und ihres Alltags. Die episodische Handlung wird durch die Geschichte eines dickköpfigen Dorfarztes und seiner Fehde mit dem verhaßten Bürgermeister zusammengehalten. Ein Film von sehenswerter Originalität. - Sehenswert.“